# Maytenus obscura
Maytenus obscura là một loài thực vật có hoa trong họ Dây gối. Loài này được (A. Rich.) Cufod. mô tả khoa học đầu tiên năm 1962.